# منى السعودي
منى السعودي (1945 - 2022) نحّاتة وكاتبة وشاعرة أردنية، ولدت في عمان، وعاشت في بيروت لحين وفاتها بمرض السرطان في 16 شباط (فبراير) 2022. تعد من أكبر النحاتين في العالم العربي.

## نشأتها
بدأت منى السعودي علاقتها مع النحت منذ الصغر، حيث كانت تقطن بجوار مجموعة من الآثار العمونية والنبطية بعمان. فكونت منذ طفولتها علاقة مع الحجارة والصخور والمنحوتات، حيث كان لهذه العلاقة تأثير هام في حياتها. بدأت بنحت أعمالها الأولى منذ بلوغها سن العشرين ودرست في مدرسة الفنون الجميلة بباريس خلال سنوات 1960. قدمت أعمالها في معارض عديدة في العالم العربي وأوروبا والولايات المتحدة وآسيا.
قدمت أوّل معرض لرسوماتها عام 1963 في مقهى الصحافة في لبنان. ثم التحقت بالمدرسة العليا للفنون الجميلة في باريس عام 1964 حيث درست النحت بالحجر. قدمت أوّل منحوتاتها في عام 1965 وكان موضوعها الأمومة.
تشتهر الفنانة بمنحوتاتها الهائلة التي تستقصي بحساسية شعرية بالغة مواضيع الإبداع، والأرض، والأم وتطور الكائنات.
عاشت في باريس وعمان وبيروت التي عاشت فيها لحين وفاتها بمرض السرطان. لها ابنة وحيدة اسمها ضياء وحفيدة اسمها ليلى.

## أعمالها
أقامت منى السعودي معارض كثيرة لأعمالها العديدة في النحت والرسم في العالم العربي وأوروبا والولايات المتحدة وآسيا. ومن أعمالها النحتية «قمر مكتمل» من حجر الترافيرتين، وكذلك «أمزجة الأرض» و«شروق الشمس» و«كسوف القمر»، و«المتشرّد»، و«صبار»، من حجر اليشم الأردني الأخضر، و«ماء الحياة» من العقيق اليماني، و«المرأة النهر» من الغرانيت الأخضر الزمردي.
- منحوتة «هندسة الروح» التي تقف أمام معهد العالم العربي في باريس.
- كتاب بعنوان «أربعون سنة من النحت» أصدر في 2007.
- كتابان شعريان “رؤيا أولى في 1970” و”محيط الحلم". في 1993.[5]
- لها عدة مجموعات من رسومات مستلهمة من وحي الشعر أنجزت كتحية لعدة شعراء مثل الشاعر الفلسطيني محمود درويش، والشاعر السوري أدونيس، والشاعر الفرنسي سان جون بيرس وكذلك إلى الشاعر العربي الجاهلي [[امرو القيس|امرئ القيس.[5]
- تنتصب أعمالها في عدد كبير من متاحف العالم مثل المتحف الوطني للفنون الجميلة في الأردن، والمتحف البريطاني، ومتحف الغغنهايم، ومعهد الفن في شيكاغو ومعهد الفن في ديترويت.